# ピットフォール
『ピットフォール』 (Pitfall!) は1982年に米国アクティビジョン社から発売されたAtari 2600用アクションゲーム。

## 概要
主人公の探検家ハリー（Pitfall Harry）を操作してさまざまな障害物や敵を乗り越え、制限時間内に財宝を集めるアクションゲーム。舞台はジャングル、視点は2Dサイドビューで、スクロールはせず主人公が画面端に達すると次の画面に切り替わる。操作はレバーによる左右移動とハシゴ昇降、ボタンによるジャンプのみで、敵を攻撃することはできない。
本作はAtari 2600のキラーソフトのひとつであり、ファミリーコンピュータ用ソフト『スーパーマリオブラザーズ』（1985年）が登場するまで世界で最も売れたアクションゲームだった。売り上げ本数は400万本を超え、Atari 2600用ゲームの売り上げとしてはパックマンの700万本に次ぐ第2位となっている。多くの機種に移植され、米国では2000年代以降も同名のシリーズ作が作られている。

## 開発

### 背景
本作の開発者であるデヴィッド・クレーンがアタリに在籍していたころ、創業者のノーラン・ブッシュネルが退社するという出来事が発生する。これによりデベロッパの待遇が悪化し、クレーンもまた経営陣と対立した末にアタリを去り、史上初のサードパーティーとなるアクティビジョンを立ち上げる。

### 企画・開発
クレーンはAtari2600用ソフトの多くが戦車や飛行機などを主題にしていたことに気づき、キャラクターを人間にして動きをつけることを思い立つ。
彼は、方眼紙にゲームのメイン画面を描きながらイメージを膨らませ、10分足らずで本作の企画書を描き上げる。
そして、彼は一人でゲームを作り上げ、エミュレータもデバッグツールも自作した。
本作のプラットフォームであるAtari2600のメインメモリは128バイト、プログラムカセットの容量も4キロバイトしかなく、必要メモリ数の節約に知恵を絞った。
それでも、主人公であるハリーは頭・胴体・足に3色を割り振った。
当初、本作は『ジャングルランナー』という題名で発売される予定だったが、マーケティングスタッフから反対意見が出、最終的には落とし穴を意味する「ピットフォール」に落ち着いた。

## ストーリー

### ピットフォール3D
地球とは違う次元。シェンラックという街に住むモク族。その平和な街が、災いの化身と呼ばれる”スカージ”という人物に支配された。スカージの使う”レッド・ルーセンス”というエネルギーに対抗するには、”ブルー・ルーセンス”だけだった。スカージの地球侵略を阻止するため、族長の娘”ミラ”はブルー・ルーセンスを見つけられる冒険家を探していた。そんな時に出会ったのが、ハリー・ジュニアだった。それが冒険の始まりだった。

## 他機種版
| No. | タイトル                                                    | 発売日                                   | 対応機種                                            | 開発元                     | 発売元                            | メディア                        | 型式                  | 売上本数           |
| --- | ----------------------------------------------------------- | ---------------------------------------- | --------------------------------------------------- | -------------------------- | --------------------------------- | ------------------------------- | --------------------- | ------------------ |
| 1   | Pitfall!                                                    | 1982年                                   | インテレビジョン                                    | アクティビジョン           | アクティビジョン                  | ロムカセット                    | M-002-03              |                    |
| 2   | Pitfall!                                                    | 1983年 1984年                            | MSX                                                 | アクティビジョン           | アクティビジョン ポニーキャニオン | 384キロビットロムカセット       | R48X5501              |                    |
| 3   | Pitfall!                                                    | 1983年                                   | コレコビジョン                                      | アクティビジョン           | アクティビジョン                  | ロムカセット                    | -                     | -                  |
| 4   | Pitfall!                                                    | 1984年                                   | Atari 5200 Atari 8ビット・コンピュータ コモドール64 | アクティビジョン           | アクティビジョン                  | ロムカセット                    | A52:FZ-004            | -                  |
| 5   | Activision's Atari 2600 Classics                            | 1994年1月1日                             | Windows                                             | アクティビジョン           | アクティビジョン                  | CD-ROM                          | -                     | -                  |
| 6   | Atari 2600 Action Pack                                      | 1995年4月4日                             | Windows                                             | アクティビジョン           | アクティビジョン                  | CD-ROM                          | -                     | -                  |
| 7   | A Collection of Activision Classic Games for the Atari 2600 | 1998年9月30日                            | PlayStation                                         | アクティビジョン           | アクティビジョン                  | CD-ROM                          | SLUS-00777            | -                  |
| 8   | Activision Anthology                                        | 2002年11月19日 2003年                    | PlayStation 2                                       | Barking Lizards Contraband | アクティビジョン                  | DVD-ROM\| SLUS-20588 SLES-51313 | -                     |                    |
| 9   | Activision Anthology: Remix Edition                         | 2003年10月6日                            | Windows                                             | MumboJumbo                 | アクティビジョン                  | CD-ROM                          | -                     | -                  |
| 10  | Activision Anthology                                        | 2003年12月8日                            | ゲームボーイアドバンス                              | Aspyr                      | アクティビジョン                  | ロムカセット                    | AGB-BAVE-USA          | -                  |
| 11  | Activision Hits Remixed                                     | 2006年11月8日 2007年2月9日 2007年2月14日 | PlayStation Portable                                | Digital Eclipse            | アクティビジョン                  | UMD                             | ULUS-10186 ULES-00640 | -                  |
| 12  | Retro Classics                                              | INT 2025年5月3日                         | Xbox One Xbox Series X/S Windows                    | Antstream                  | Xbox Game Studios                 | ダウンロード                    | 9MTVJ3HHTQGS          | Atari 2600版の移植 |

## 続編・リメイク
- ピットフォールII 失われた洞窟（英語版）（1984年） - Atari2600／MSX用、原題はPitfall II: Lost Caverns … 縦横に広がる迷路のような洞窟や泳げる地底湖、掴まると宙に浮く風船などが追加された続編。
- ピットフォールII（英語版）（1985年） - アーケード／SG-1000用 … セガによるピットフォールIIの同名アレンジ移植。アーケード版は全4面のステージ制に再構成され、より反射神経を要する仕掛けや得点稼ぎ要素が追加されている。
- スーパーピットフォール（1986年） - ファミリーコンピュータ／PC-8801／TRS-80用 … ポニーキャニオンによるピットフォールIIのアレンジ移植。拳銃で攻撃できるなど、内容はオリジナルと大幅に異なる。
- ピットフォール マヤの大冒険（英語版）（1994年） - スーパーファミコン／メガドライブ／メガCD／スーパー32X／Windows／Atari Jaguar／ゲームボーイアドバンス用、原題はPitfall: The Mayan Adventure
- ピットフォール3D（英語版）（1998年） - PlayStation用、原題はPitfall 3D: Beyond the Jungle
- ピットフォールGB（1998年） - ゲームボーイカラー用、原題はPitfall Beyond the Jungle
- w:Pitfall: The Lost Expedition（2004年） - PlayStation 2／Xbox／ニンテンドー ゲームキューブ／ゲームボーイアドバンス用、北米でのみ発売。同タイトルのボードゲームもある。
- ピットフォール (2012年のゲーム)（英語版）（2012年） - iOS／Android用 … 3Dリメイク版